# جيفري آدامز
جيفري آدامز (بالإنجليزية: Jeffrey Adams)‏ هو رياضياتي أمريكي، ولد في 1955.